# Agapornithinae
Agapornithinae Salvin, 1882 è una sottofamiglia di uccelli della famiglia Psittaculidae.

## Tassonomia
La sottofamiglia comprende 24 specie in tre generi:
- Agapornis Selby, 1836 (9 spp.)
  - Agapornis canus (J.F.Gmelin, 1788) - inseparabile del Madagascar
  - Agapornis pullarius (Linnaeus, 1758) - inseparabile a faccia rossa
  - Agapornis taranta (Stanley, 1814) - inseparabile ali nere o inseparabile d'Abissinia
  - Agapornis swindernianus (Kuhl, 1820) - inseparabile dal collare nero
  - Agapornis roseicollis (Vieillot, 1818) - inseparabile dal collo rosa
  - Agapornis fischeri Reichenow, 1887 - inseparabile di Fischer
  - Agapornis personatus Reichenow, 1887 - inseparabile mascherato
  - Agapornis lilianae Shelley, 1894 - inseparabile di Shelley o inseparabile del Nyassa
  - Agapornis nigrigenis W.L.Sclater, 1906 - inseparabile a faccia nera
- Loriculus Blyth, 1850 (14 spp.)
  - Loriculus vernalis (Sparrman, 1787) - loricolo vernale
  - Loriculus beryllinus (J.R.Forster, 1781) - loricolo di Sri Lanka
  - Loriculus philippensis (Statius Müller, 1776) - loricolo delle Filippine
  - Loriculus camiguinensis Tello, Degner, Bates, JM & Willard, 2006 - loricolo di Camiguin
  - Loriculus galgulus (Linnaeus, 1758) - loricolo capoblu
  - Loriculus stigmatus (S.Müller, 1843) - loricolo di Sulawesi
  - Loriculus amabilis Wallace, 1862 - loricolo delle Molucche
  - Loriculus sclateri Wallace, 1863 - loricolo delle Sula
  - Loriculus catamene Schlegel, 1871 - loricolo di Sangihe
  - Loriculus aurantiifrons Schlegel, 1871 - loricolo frontearancio
  - Loriculus tener P.L.Sclater, 1877 - loricolo fronteverde
  - Loriculus exilis Schlegel, 1866 - loricolo pigmeo
  - Loriculus pusillus G.R.Gray, 1859 - loricolo golagialla
  - Loriculus flosculus Wallace, 1864 - loricolo di Wallace
- Bolbopsittacus Salvadori, 1891
  - Bolbopsittacus lunulatus (Scopoli, 1786)